# De Bay
De Bay was een Belgische familie van wie vier broers en zussen in de erfelijke adel werden opgenomen, maar zonder verdere afstammelingen bleven.

## Geschiedenis
- Edmond-Jean de Bay en zijn echtgenote Sophie de Potter hadden verschillende kinderen die in 1897 in de Belgische erfelijke adel werden opgenomen. Het ging om:
  - Clotilde de Bay (Gent, 29 januari 1855 - Sint-Denijs-Westrem, 11 mei 1913) trouwde in Evergem in 1882 met ridder Emile Soenens, burgemeester van Sint-Denijs-Westrem (1840-1919).
  - Louise de Bay (Gent, 25 februari 1856 - Wolvertem, 19 april 1931) trouwde in Evergem in 1878 met Edmond Goethals, advocaat en senator.
  - Joseph de Bay (Evergem, 30 juni 1860 - 18 januari 1929) trouwde in Wannegem-Lede in 1890 met Marie-Jeanne de Ghellinck d'Elseghem (1866-1955).
  - Marie-Thérèse de Bay (Evergem, 8 oktober 1865 - 6 oktober 1931).

De adellijke familie de Bay doofde uit bij de dood van Marie-Thérèse in 1931.